# Гренадири
 Тази статия е за рода риби.  За рода войски вижте Гренадир.  
Гренадирите (Macrourus) са род животни от семейство Дългоопашати риби (Macrouridae).
Таксонът е описан за пръв път от Маркус Елиезер Блох през 1786 година.

## Видове
- Macrourus berglax – Северен макрурус
- Macrourus caml
- Macrourus carinatus
- Macrourus holotrachys
- Macrourus whitsoni